# Bougue
Bougue ist eine Gemeinde im Pays de Marsan im Département Landes in der Region Nouvelle-Aquitaine in Südfrankreich. Die Einwohner nennen sich Bouguais(es). Die Einwohnerzahl beträgt aktuell 847 (Stand 1. Januar 2022), 1962 waren es noch 344 gewesen.

## Geografie
Bougue liegt zwischen Mont-de-Marsan und Villeneuve, an der Grenze zwischen dem Forêt des Landes, des größten europäischen Waldgebietes und den landwirtschaftlich genutzten Ebenen des Chalosse am Fluss Midou. Der Ort wird vom Fluss Ludon durchquert.

## Geschichte
Bougue wurde im Mittelalter auch Boga und im 18. Jahrhundert Bougne genannt.
Archäologische Funde aus der Zeit der Kupfersteinzeit belegen, dass die Gegend schon zwischen 4300 v. Chr. und 2200 v. Chr. besiedelt war. Der Name Bougue jedoch stammt vom Namen eines gallischen Stammes, den Boiern die etwa um 800 vor Chr. dort siedelten.
Im Jahre 1976 wurde nach einem Sturm in der Nähe des Dorfes ein Goldschatz aus römischer Zeit gefunden. Er enthielt 12000 Stücke aus der zweiten Hälfte des 3. Jahrhunderts, Münzen, die unter Tetricus I., Claudius Gothicus und Valerian geprägt worden waren.
Um 1116 wurde Bougue durch den Abt von der Abtei La Sauve-Majeure von Wilhelm VIII das Recht der Sauveté verliehen, das bedeutet, dass man dort niemanden angreifen durfte. Diese Sauveté wurde durch vier Markierungssteine gekennzeichnet.
Um 1135 stiftete der Bischof Bonhomme von Aire die Kirche Saint Candide.
Während der Hugenottenkriege, und besonders Anno 1569, hat Bougue unter Plünderungen und Mord an den Priestern gelitten. Während dieser Zeit wurden viele Einwohner gezwungen in Éauze und Manciet die Festungsgräben zu füllen und die Befestigungen zu zerstören. Nach ihrer Rückkehr wurde ein Teil von Bugue Éauze et Manciet genannt.
1819 wurde die Gemeinde Agos Teil der Gemeinde Bougues.

## Bevölkerungsentwicklung
| Jahr                       | 1962 | 1968 | 1975 | 1982 | 1990 | 1999 | 2008 | 2017 |
| Einwohner                  | 344  | 332  | 309  | 420  | 503  | 526  | 571  | 774  |
| Quellen: Cassini und INSEE |      |      |      |      |      |      |      |      |

## Wirtschaft
Die Haupterwerbszweige in der Gemeinde sind die Land- und Forstwirtschaft. Dazu gehört Gummiproduktion und Verkauf ländlicher Produkte.

## Sehenswürdigkeiten
- Die alte Mühle Moulin d’Agos.
- Die romanische Kirche Saint-Candide, deren Kirchturm aus dem 11. Jahrhundert stammt und deren Vorbau mit verzierten Holzsäulen dekoriert ist.[8]
- Die Quelle Saint Clair, die heilsame Kräfte haben soll und seit Beginn des 20. Jahrhunderts eine Pilgerstätte ist.[5]

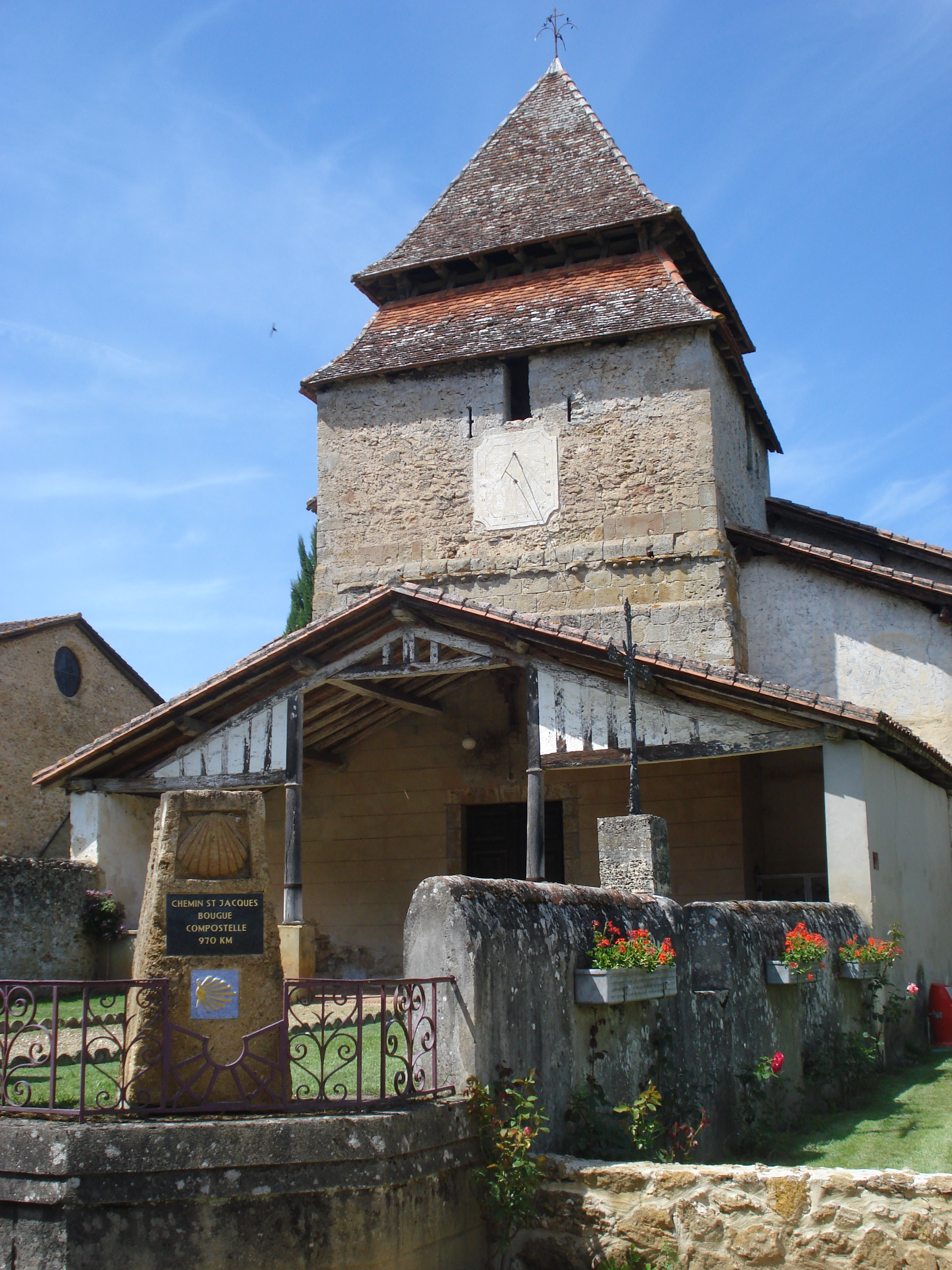
Kirche und Markierungsstein des Jakobsweges
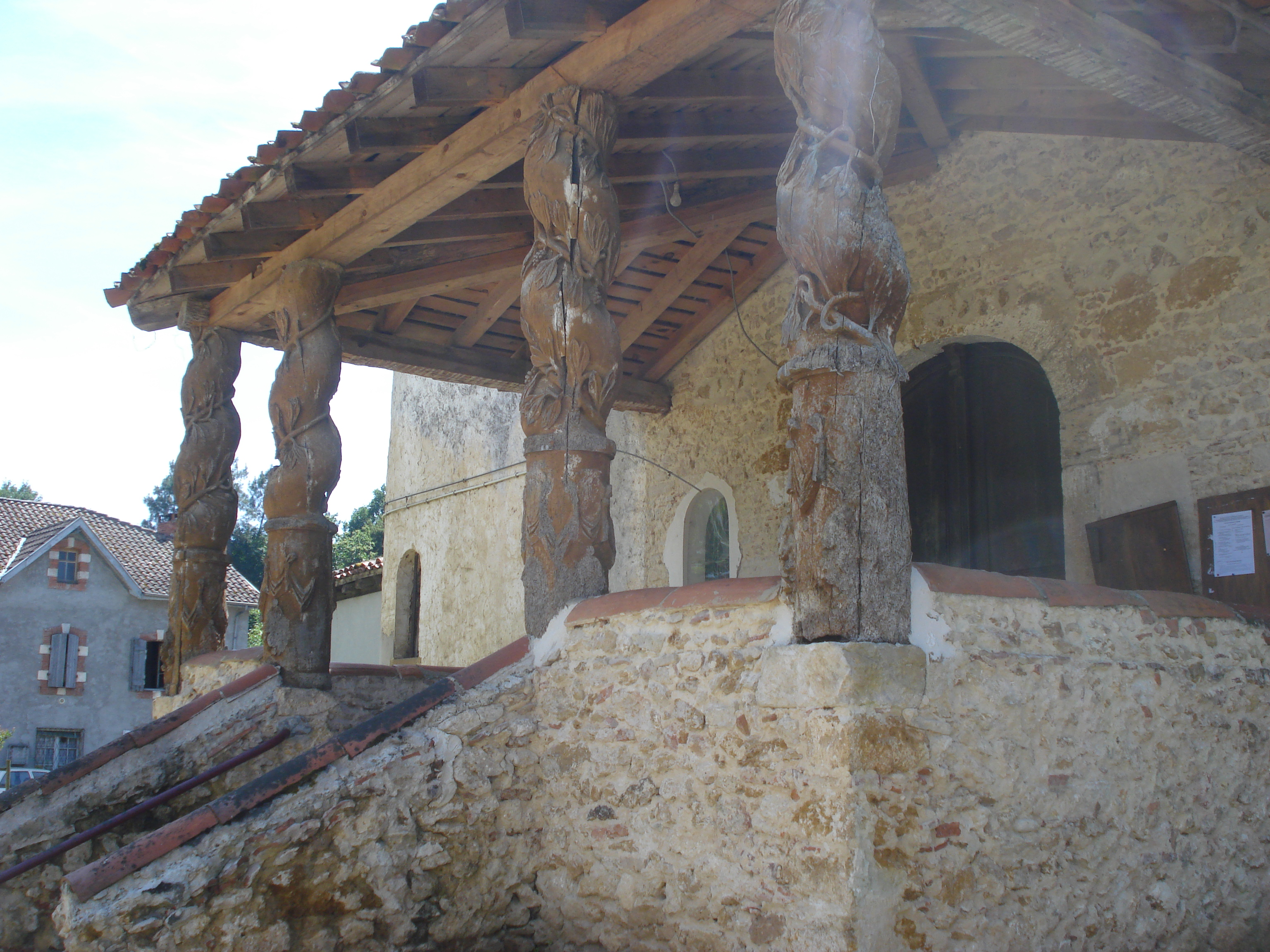
Vorbau der Kirche mit dekorativ geschnitzten Holzpfosten
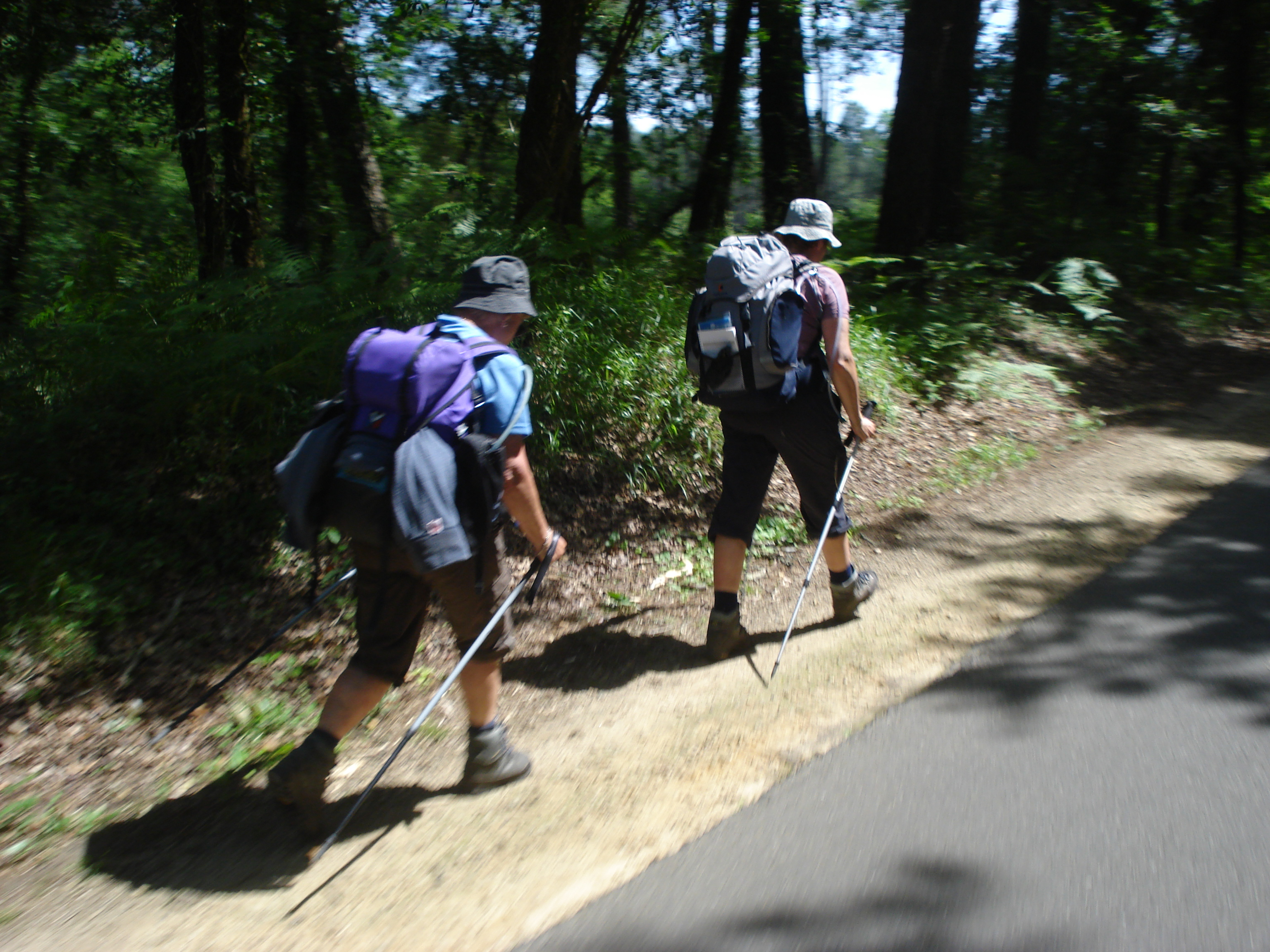
Pilger in der Nähe von Bougue

## Gemeindepartnerschaft
- Rosenau im Département Haut-Rhin